# تیلو پروکنر
تیلو پروکنر (آلمانی: Tilo Prückner؛ زادهٔ ۲۶ اکتبر ۱۹۴۰ – درگذشته ۲ ژوئیه ۲۰۲۰) یک بازیگر اهل آلمان بود. وی از سال ۱۹۶۷ میلادی تا ۲۰۲۰ مشغول فعالیت بود.
از فیلم‌ها یا برنامه‌های تلویزیونی که وی در آن نقش داشته است، می‌توان به آسمان آهنی، جاعلان، تندباد و داستان بی‌پایان اشاره کرد.